# Südostasienspiele 2015/Wasserspringen
Bei den Südostasienspielen 2015 in Singapur wurden vom 6. bis 9. Juni insgesamt acht Wettbewerbe im Wasserspringen ausgetragen, jeweils vier für Frauen und Männer. Veranstaltungsort war das OCBC Aquatic Centre.
Die malaysischen Athleten dominierten die Wettkämpfe und gewannen alle acht Titel sowie elf von zwölf möglichen Medaillen. In den Herrenkonkurrenzen war Tze Liang Ooi an allen vier Titeln beteiligt.

## Ergebnisse Frauen

### Kunstspringen 3 m
| Platz | Sportlerin          | Land       | Punkte |
| ----- | ------------------- | ---------- | ------ |
| 1     | Jun Hoong Cheong    | Malaysia   | 349,65 |
| 2     | Yan Yee Ng          | Malaysia   | 309,20 |
| 3     | Kay Yian Fong       | Singapur   | 258,90 |
| 4     | Linadini Yasmin     | Indonesien | 222,65 |
| 5     | Myra Jia Wen Lee    | Singapur   | 211,00 |
| 6     | Eka Purnama Indah   | Indonesien | 190,20 |
| 7     | Lê Thanh Thúy Hoàng | Vietnam    | 187,50 |

Datum: 6. Juni 2015, 14:00 Uhr

### Turmspringen 10 m
| Platz | Sportlerin              | Land        | Punkte |
| ----- | ----------------------- | ----------- | ------ |
| 1     | Pandelela Rinong Pamg   | Malaysia    | 353,00 |
| 2     | Zhiayi Loh              | Malaysia    | 305,25 |
| 3     | Shen-Yan Freida Lim     | Singapur    | 251,70 |
| 4     | Wan Lin Kimberly Chan   | Singapur    | 241,35 |
| 5     | Nay Chi Su Su Latt      | Myanmar     | 196,35 |
| 6     | Vu Thao Quynh Nguyen    | Vietnam     | 189,90 |
| 7     | Linadini Yasmin         | Indonesien  | 183,60 |
| 8     | Phuong Anh Nguyen       | Vietnam     | 173,20 |
| 9     | Saw Hla Nandar          | Myanmar     | 169,10 |
| 10    | Hazel Bernadette Abiera | Philippinen | 160,05 |
| 11    | Riza Jane Domenios      | Philippinen | 159,75 |

Datum: 9. Juni 2015, 15:30 Uhr

### Synchronspringen 3 m
| Platz | Sportlerinnen                               | Land       | Punkte |
| ----- | ------------------------------------------- | ---------- | ------ |
| 1     | Nur Dhabitah Sabri Yan Yee Ng               | Malaysia   | 292,62 |
| 2     | Kay Yian Fong Ashlee Yi Xuan Tan            | Singapur   | 242,94 |
| 3     | Lê Thanh Thúy Hoàng Phương Mai Ngô          | Vietnam    | 227,94 |
| 4     | Eka Purnama Indah Sari Ambarwati Suprihatin | Indonesien | 217,95 |

Datum: 8. Juni 2015, 14:00 Uhr

### Synchronspringen 10 m
| Platz | Sportlerinnen                              | Land        | Punkte |
| ----- | ------------------------------------------ | ----------- | ------ |
| 1     | Traisy Tukiet Mun Yee Leong                | Malaysia    | 306,66 |
| 2     | Myra Jia Wen Lee Shen-Yan Freida Lim       | Singapur    | 238,59 |
| 3     | Jiratchaya Yothongyos Surincha Booranapol  | Thailand    | 222,12 |
| 4     | Sari Ambarwati Suprihatin Linadini Yasmin  | Indonesien  | 209,91 |
| 5     | Nay Chi Su Su Latt Saw Hla Nandar          | Myanmar     | 205,32 |
| 6     | Hazel Bernadette Abiera Riza Jane Domenios | Philippinen | 184,98 |

Datum: 7. Juni 2015, 15:30 Uhr

## Ergebnisse Männer

### Kunstspringen 3 m
| Platz | Sportler              | Land        | Punkte |
| ----- | --------------------- | ----------- | ------ |
| 1     | Tze Liang Ooi         | Malaysia    | 473,55 |
| 2     | Akhmad Sukran Jamjami | Indonesien  | 381,00 |
| 3     | Mark Han Ming Lee     | Singapur    | 349,25 |
| 4     | Han Kuan Timothy Lee  | Singapur    | 347,30 |
| 5     | Adityo Restu Putra    | Indonesien  | 338,50 |
| 6     | Muhammad Syafiq Puteh | Malaysia    | 336,15 |
| 7     | John Elmerson Fabriga | Philippinen | 236,90 |
| 8     | John David Pahoyo     | Philippinen | 216,25 |

Datum: 7. Juni 2015, 14:00 Uhr

### Turmspringen 10 m
| Platz | Sportler               | Land       | Punkte |
| ----- | ---------------------- | ---------- | ------ |
| 1     | Tze Liang Ooi          | Malaysia   | 415,50 |
| 2     | Yiwei Chew             | Malaysia   | 393,65 |
| 3     | Fan Keng Jonathan Chan | Singapur   | 356,55 |
| 4     | Muhammad Nasrullah     | Indonesien | 325,75 |
| 5     | Zwe Thet Oo            | Myanmar    | 277,75 |
| 6     | Tung Duong Nguyen      | Vietnam    | 258,30 |
| 7     | Luthfi Niko Abdillah   | Indonesien | 241,80 |
| DNF   | Zaw Myo Htet           | Myanmar    |        |

Datum: 8. Juni 2015, 15:30 Uhr

### Synchronspringen 3 m
| Platz | Sportler                                 | Land        | Punkte |
| ----- | ---------------------------------------- | ----------- | ------ |
| 1     | Tze Liang Ooi Ahmad Amsyar Azman         | Malaysia    | 409,56 |
| 2     | Han Kuan Timothy Lee Mark Han Ming Lee   | Singapur    | 381,78 |
| 3     | Akhmad Sukran Jamjami Adityo Restu Putra | Indonesien  | 342,45 |
| 4     | Anh Duy Vu Van Nam Phung                 | Vietnam     | 310,20 |
| 5     | John David Pahoyo John Elmerson Fabriga  | Philippinen | 309,39 |

Datum: 9. Juni 2015, 14:00 Uhr

### Synchronspringen 10 m
| Platz | Sportler                                  | Land       | Punkte |
| ----- | ----------------------------------------- | ---------- | ------ |
| 1     | Tze Liang Ooi Yiwei Chew                  | Malaysia   | 404,37 |
| 2     | Andriyan Andriyan Adityo Restu Putra      | Indonesien | 355,11 |
| 3     | Theerapat Siriboon Yotsawat Juntaphadawon | Thailand   | 316,77 |
| 4     | Zwe Thet Oo Zaw Myo Htet                  | Myanmar    | 284,43 |

Datum: 6. Juni 2015, 15:30 Uhr

## Medaillenspiegel
| Platz  | Land       | Gold | Silber | Bronze | Gesamt |
| ------ | ---------- | ---- | ------ | ------ | ------ |
| 1      | Malaysia   | 8    | 3      | –      | 11     |
| 2      | Singapur   | –    | 3      | 4      | 7      |
| 3      | Indonesien | –    | 2      | 1      | 3      |
| 4      | Thailand   | –    | –      | 2      | 2      |
|        | Vietnam    | –    | –      | 1      | 1      |
| Gesamt | Gesamt     | 8    | 8      | 8      | 24     |